# Lionel Beauxis
Lionel Beauxis (Tarbes, 24 de octubre de 1985) es un exjugador francés de rugby que se desempeñaba como apertura. 

## Participaciones en Copas del Mundo
Jugó el mundial de Francia 2007 donde Les Blues eran los favoritos, pero trompezaron en la inauguración del torneo siendo derrotados por Argentina 12-17 y terminaron segundos en el grupo. En un partido memorable, ganaron a los All Blacks 20-18 (éste fue el peor mundial de Nueva Zelanda), en semifinales enfrentaron a los vigentes campeones del mundo: el XV de la Rosa, siendo vencidos 9-14 y nuevamente perdieron ante los Pumas 10-34 por el tercer puesto.
| Mundial                       | Sede    | Resultado     | PJ | Tries |
| ----------------------------- | ------- | ------------- | -- | ----- |
| Copa Mundial de Rugby de 2007 | Francia | Cuarto puesto | 5  | 1     |

## Palmarés
- Campeón del Torneo de las Seis Naciones 2007.
- Campeón del Top 14 de 2006/07 y 2011/12.

### Distinciones individuales
- Mejor jugador joven (menor de 21 años) en 2006.